# Зракаста корњача
Astrochelys radiata је гмизавац из реда корњача.

## Угроженост
Ова врста је крајње угрожена и у великој опасности од изумирања.

## Распрострањење
Ареал врсте је ограничен на једну државу. Мадагаскар је једино њено познато природно станиште.

## Станиште
Станишта врсте су шуме, слатководна подручја и пустиње.